# Асмус, Эрик Адольфович
Э́рик Адо́льфович А́смус (1901 — 1937) — советский дипломат. Полномочный представитель СССР в Финляндии в 1935—1937 годах.

## Биография
Член РКП(б) с 1918 года. На дипломатической работе с 1923 года.
В 1923—1924 годах — помощник секретаря секретариата Коллегии, секретарь Экономическо-правового отдела НКИД СССР.
В 1924—1925 годах — второй секретарь полпредства СССР в Дании.
В 1925—1926 годах — второй секретарь полпредства СССР в Швеции.
В 1926—1930 годах — сотрудник Экономическо-правового отдела НКИД СССР.
В 1930—1931 годах — первый секретарь полпредства СССР в Австрии.
В 1931—1933 годах — директор Института изобразительной статистики при ЦИК СССР.
В 1933—1934 годах — ответственный секретарь Комиссии содействия учёным при СНК СССР.
С 23 января 1935 по 20 августа 1937 года — полномочный представитель СССР в Финляндии. Верительные грамоты вручил 9 февраля 1935 года.
Арестован 16 августа 1937 года. 9 декабря по обвинению в «участии в контрреволюционной террористической и шпионской организации» Военной коллегией Верховного суда СССР приговорён к высшей мере наказания. В тот же день расстрелян. Реабилитирован	27 июня 1956 года определением Военной коллегии Верховного суда СССР.